# Współlokatorka
Współlokatorka (ang. The Roommate) – amerykański thriller z 2011 roku w reżyserii Christiana E. Christiansena. Wyprodukowany przez Screen Gems.

## Opis fabuły
Sara (Minka Kelly) marzy o zostaniu sławną projektantką mody. Przenosi się do Los Angeles, gdzie ma zacząć studia. Zamieszkuje z Rebeccą (Leighton Meester). Z pozoru miła i bardzo pomocna dziewczyna kryje jednak pewien mroczny sekret. Wkrótce Sara odkrywa, że jest ona niezrównoważona psychicznie.

## Obsada
- Minka Kelly jako Sara Matthews
- Leighton Meester jako Rebecca Evans
- Cam Gigandet jako Stephen
- Danneel Harris jako Irene Crew
- Matt Lanter jako Jason Tanner
- Alyson Michalka jako Tracy Morgan
- Katerina Graham jako Kim Johnson
- Cherilyn Wilson jako Landi Rham
- Jerrika Hinton jako Shiana
- Elena Franklin jako Jessica Smith
- Carrie Finklea jako Marina Hudgens
- Billy Zane jako profesor Roberts
- Frances Fisher jako Alison Evans
- David Patrick Kelly jako Jeff Evans
- Nina Dobrev jako Maria

i inni